# Coelophrys oblonga
Coelophrys oblonga är en fiskart som beskrevs av Smith och Lewis Radcliffe 1912. Coelophrys oblonga ingår i släktet Coelophrys och familjen Ogcocephalidae. Inga underarter finns listade i Catalogue of Life.